# Келкцеули
Келкцеули (груз. ყელქცეული) — село в Грузии, на территории Горийского муниципалитета края (мхаре) Шида-Картли.

## География
Село находится в центральной части Грузии, к западу от реки Большая Лиахви, на расстоянии приблизительно 17 километров (по прямой) к северо-западу от города Гори, административного центра муниципалитета. Абсолютная высота — 770 метров над уровнем моря.

## Население
По результатам официальной переписи населения 2014 года в Келкцеули проживало 633 человека (318 мужчин и 315 женщин). В национальной структуре населения грузины составляли 99,8 %, русские — 0,2 %.
| Год  | Население, человек |
| ---- | ------------------ |
| 2002 | 826                |
| 2014 | ↘ 633              |